# Mus Deboub

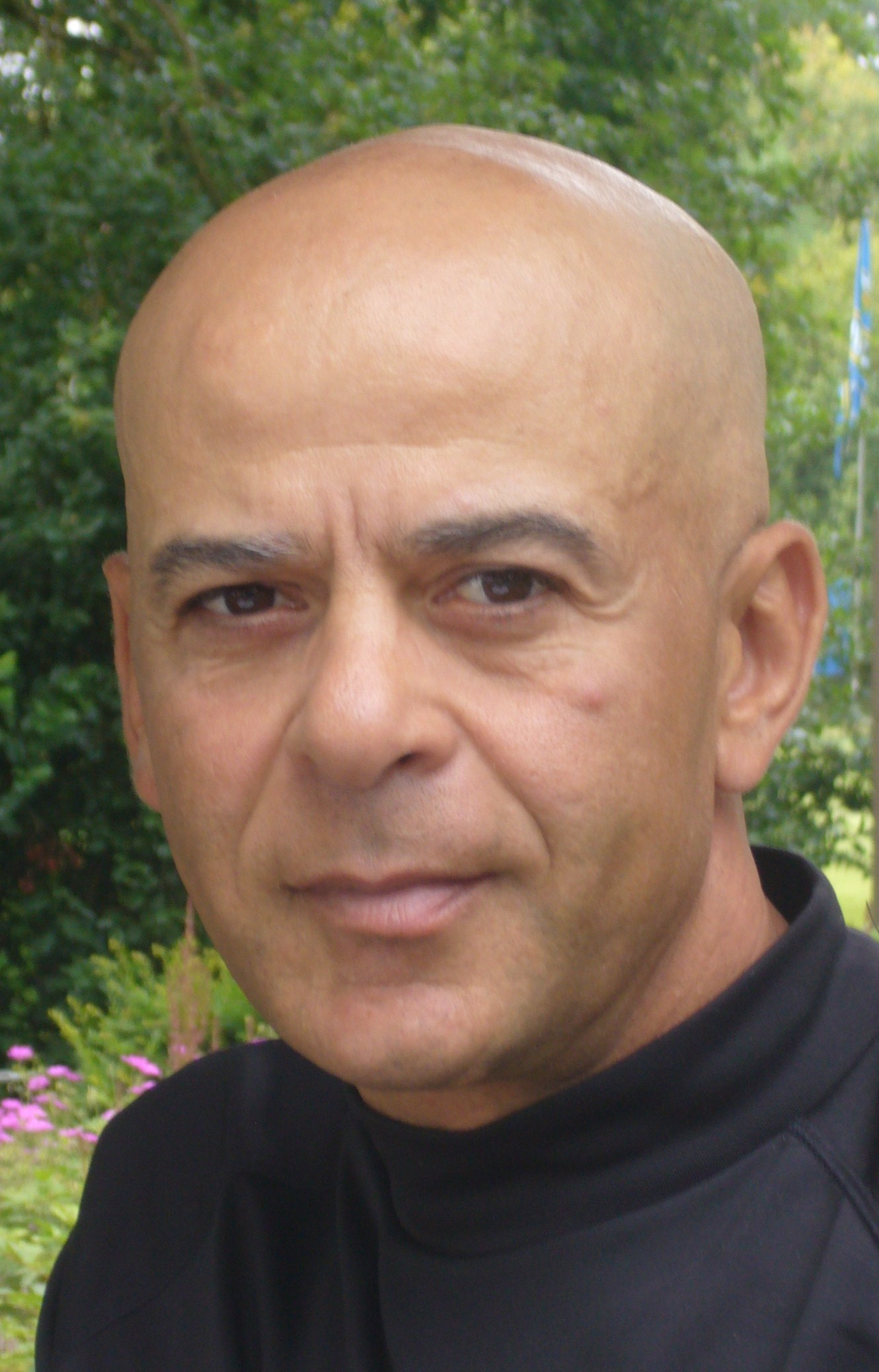
Winnaar NK Matchplay 2009

Mus Deboub (Algiers,  18 augustus 1961) is een Algerijnse golfprofessional.

## Professional
In 1985 werd Deboub professional. Rond 1990 kwam hij naar Engeland waar hij biochemie in Coventry ging studeren. Hij deed mee aan de Britse toernooien en won er enkele. In 2003 verhuisde hij met zijn echtgenote Karen naar Nederland omdat zij door Shell werd overgeplaatst naar het hoofdkantoor in Den Haag. Sindsdien geeft hij (in het Engels) les op Golfbaan Delfland.
In 2009 kwam hij in de finale van de NK Matchplay op Geijsteren door zowel Joost Steenkamer als Ben Collier met 2/1 te verslaan. Daar moest hij het op 27 juni opnemen tegen Mark Reynolds. Hij won op de 17de hole met 3/1. Eind 2009 wilde hij weer naar de Tourschool gaan. Hij heeft daar al tweemaal de tweede ronde gehaald en  speelde ditmaal op de EPD Tour.
In 2010 en 2011 heeft Deboub geprobeerd zich te kwalificeren voor de Europese Senior Tour. Alleen de top-18 spelers kregen een spelerskaart, Duboub werd 28ste.
In 2013 speelde hij op invitatie het Wales Seniors Open op de Royal Porthcawl Golf Club. Hij werd T67.

## Gewonnen
- 2009: Nationaal Open Matchplay
- 2011: Nationaal Senior Open
- 2016: Nationaal Senior Open